# Naseus
Naseus is een geslacht van uitgestorven doktersvissen uit de Monte Bolca-formatie uit het Lutitien.

## Soorten
- Naseus nuchalis  Agassiz 1842
- Naseus rectifrons  Agassiz 1842